# 2MASS J10430758+2225236
2MASS J10430758+2225236 ist ein etwa 20 pc von der Erde entfernter Brauner Zwerg im Sternbild Löwe. Er wurde 2007 von Kelle L. Cruz et al. entdeckt.
Das Bild auf der Originalseite

Foto: Kulturamt Heidelberg

Link zum Bild

(Bitte Urheberrechte beachten)
Bekanntheit erlangte der Stern durch die Veröffentlichung eines Kalibrierungsfotos durch das James-Webb-Teleskop am 16. März 2022.